# اشتباكات عين عيسى 2020–21
تشير اشتباكات عين عيسى 2020–21 إلى سلسلة طويلة من الاشتباكات بين وحدات قوات سوريا الديمقراطية الكردية التابعة للإدارة الذاتية لشمال وشرق سوريا في شمال شرق سوريا و‌الجيش السوري الحر المدعوم من تركيا.

## الخلفية
كان خط التماس بين قوات سوريا الديمقراطية والقوات المدعومة من تركيا يتركز بشكل أساسي على عين عيسى، حيث تتكرر الاشتباكات بين قوات سوريا الديمقراطية والجيش السوري الحر المدعوم من قبل تركيا.
خلال الهجوم التركي عام 2019 على شمال شرق سوريا وقعت اشتباكات في عين عيسى بين الجيش السوري الحر المدعوم من تركيا وقوات سوريا الديمقراطية في 20 نوفمبر 2019 حول عين عيسى الخاضعة لسيطرة قوات سوريا الديمقراطية، وقد أسفرت عن مقتل 8 مقاتلين من الجيش الحر و4 آخرين من قوات سوريا الديمقراطية في اليوم الأول من الاشتباكات. وبحسب قوات سوريا الديمقراطية، فقد هاجم الجيش السوري الحر مواقع في تل تمر وقرى حول عين عيسى بالصواريخ والطائرات بدون طيار والأسلحة الثقيلة. نتيجة للقتال في عين عيسى، ترك حراس مخيم عين عيسى للاجئين - موطن عائلات مقاتلي تنظيم الدولة الإسلامية - مواقعهم لمحاربة الجيش السوري الحر حيث تمكنت العديد من عائلات المقاتلين من الفرار. وفي وقت لاحق من اليوم نفسه، شنت قوات سوريا الديمقراطية هجومًا لاستعادة صوامع قرية شركراك من الجيش السوري الحر، حيث قصفت قوات سوريا الديمقراطية مواقع الجيش الحر وقصف الجيش الحر القرى المحيطة التي تسيطر عليها قوات سوريا الديمقراطية. واصل الجيش الحر التقدم باتجاه عين عيسى، مما أسفر عن مقتل 13 مقاتلًا منه و6 آخرين من قوات سوريا الديمقراطية. استعادة قوات سوريا الديمقراطية السيطرة الكاملة على عين عيسى ومحيطها بعد اشتباكات عنيفة وهجوم مضاد. حلقت طائرات روسية فوق عين عيسى بعد فشل الهجوم. بحلول هذا الوقت، وافق الأكراد والحكومة السورية - وبالتالي روسيا - على وجود مشترك في المنطقة. بعد القتال، استولت قوات سوريا الديمقراطية على القرى القريبة من عين عيسى، بعد هجوم فاشل للجيش الحر بالقرب من عين عيسى. لقد قُتل 21 مقاتلًا من الجيش السوري الحر في القتال بينما لم يُعرف عدد ضحايا قوات سوريا الديمقراطية.
لطالما اهتمت تركيا بالمنطقة واعتبرت على نطاق واسع أن وحدات قوات سوريا الديمقراطية لها صلات ب‌حزب العمال الكردستاني الذي تعتبره منظمة إرهابية. وبعد الهجوم التركي 2019 على شمال شرق سوريا، انتهى الهجوم التركي بعيدًا عن الطريق السريع M4 الذي يمتد عبر معظم سوريا. كان قطع الطريق السريع سيكون ضربة كبيرة لقوات سوريا الديمقراطية. في أوائل أكتوبر من عام 2020، بدأ رجب طيب أردوغان يهدد بشن هجوم آخر على المنطقة واصفّا إياها ب«منطقة إرهابية». أكدت مصادر عسكرية من قوات سوريا الديمقراطية في 19 نوفمبر 2020، أن تركيا أقامت قاعدة عسكرية في قرية صيدا شمال عين عيسى.

## الاشتباكات

### القصف التمهيدي
بعد مرور أكثر من عام على الهجوم التركي 2019، تصاعدت التوترات عندما كثفت القوات التركية والقوات المتحالفة قصفها على عين عيسى ومحيطها في ريف الرقة الشمالي في 23 نوفمبر 2020 ، منتهكة بذلك اتفاقية أكتوبر 2019. لقد ذكر مسؤولون أن الانتهاكات تفاقمت في الأيام القليلة الماضية. أفادت التقارير بمقتل 11 من مقاتلي الجيش الوطني السوري والعديد من مقاتلي قوات سوريا الديمقراطية أثناء المناوشات. وفي اليوم التالي، ورد أن أكثر من 30 مقاتلًا من الجيش الوطني قُتلوا أثناء محاولة تسلل فاشلة بالقرب من عين عيسى. وبعد أيام قليلة، ورد أن هجومًا صاروخيًا تركيًا بالقرب من البلدة أدى إلى إصابة طفلين وتدمير بعض المنازل. وبسبب هذا والعديد من الحوادث الأخرى، بدأ المدنيون في الفرار من المنطقة. في 1 ديسمبر، تجدد القصف التركي على قرية صيدا وأطراف عين عيسى. أفادت وسائل الإعلام المحلية في 6 ديسمبر أن مقاتلي الجيش الوطني السوري بدعم من العناصر التركية كثفوا هجماتهم على عين عيسى وسط مخاوف من هجوم تركي جديد على المنطقة.
أفاد المرصد السوري لحقوق الإنسان، في 10 ديسمبر، عن نزوح 7000 شخص من منازلهم في عين عيسى خلال الشهر الماضي، خوفًا من حملة عسكرية تركية. وكان هناك قصف يومي مركز على عين عيسى ومحيطها وعلى الطريق السريع M4. وردًا على عدم استجابة روسيا للتطورات، نظم سكان البلدة مظاهرتين.

### التصعيد العسكري المتصاعد
في 18 ديسمبر، شنّت الفصائل المدعومة من تركيا هجومًا عنيفًا في الساعات الأولى من الصباح، بدعم ناري كثيف من المدفعية التركية. لكنها لم تتمكن من السيطرة على أية مواقع جديدة. قُتل 9 من مقاتلي ميليشيا «الجيش الحر» خلال الهجوم واثنين من قوات سوريا الديمقراطية. في اليوم التالي، وقعت اشتباكاتٌ أخرى على نفس خط المواجهة دون أي تغييرات إقليمية. تميز الأسبوع التالي بقصف واشتباكات يومية على قريتي الجبل والمشيرفة في الأطراف الشمالية الشرقية لمدينة عين عيسى. شملت الاشتباكات عدة محاولات من قبل الجيش الحر للسيطرة على قرية المشيرفة. تعتبر هذه القرية قرية إستراتيجية، حيث تقع على طول الطريق الدولي M4 الذي تسعى القوات المدعومة من تركيا إلى قطعه. في غضون ذلك، انتقد قائد في قوات سوريا الديمقراطية موقف روسيا من الصراع. كما اتهم نظيره الروسي في مباحثاته الأخيرة بالضغط على قوات سوريا الديمقراطية لتسليم أراضي عين عيسى للحكومة السورية مقابل الحماية الروسية من الهجمات التركية. في 1 يناير، انفجرت عبوة ناسفة قرب قاعدة عسكرية روسية في منطقة تل سامان جنوب عين عيسى، مما أدى إلى إصابة عدد من الجنود الروس. أعلن تنظيم حراس الدين مسؤوليته عن الهجوم عبر رسالة تم تداولها على مواقع التواصل الاجتماعي. وصف رئيس المرصد السوري لحقوق الإنسان رامي عبد الرحمن الهجوم بأنه «أول هجوم مباشر من نوعه على قاعدة روسية في شمال شرق سوريا».
في الأسبوع الأول من يناير تحول القتال باتجاه ريف عين عيسى الشمالي الغربي. لقد اندلعت الاشتباكات عندما حاول الجيش الحر، بدعم من المدفعية التركية، التقدم باتجاه قريتي الخالدية والمعلق. شهدت القريتين اشتباكاتًا مرة أخرى في 6 يناير، حيث تمكنت قوات سوريا الديمقراطية من تدمير مركبة فنية تابعة للجيش الوطني على جبهة المعلق. زعم مسؤولون أكراد أن تركيا تُسرِّع من جهودها للسيطرة على المزيد من الأراضي في شمال سوريا خلال الفترة الانتقالية الرئاسية الحالية في الولايات المتحدة. صرح أحد المسؤولين أن أنقرة تعلم أن الإدارة الأمريكية المقبلة سيكون لها سياسة مختلفة تجاه المنطقة وأن هذا هو سبب تعرض قوات سوريا الديمقراطية لضغوط شديدة حول بلدة عين عيسى.

### تجدد الاشتباكات
بعد ستة أيام من الهدوء المتوتر تجددت الاشتباكات في 18 ديسمبر الماضي في قريتي المشرفة وجبال إثر اندفاع من قبل القوات المدعومة من تركيا. في 23 يناير، أفادت التقارير أن قوات سوريا الديمقراطية أحبطت محاولة تضخيم للجيش السوري الحر المدعوم من تركيا على نفس الجبهة. وبعد ثلاثة أيام، قصفت القوات التركية مواقع لقوات سوريا الديمقراطية في قرية صيدا وطريق M4.
كما تصاعدت التوترات بين قوات سوريا الديمقراطية - الجيش العربي السوري بعد حصار القامشلي والحسكة. لا تزال قوات سوريا الديمقراطية تخشى أن تتوصل الحكومة السورية وروسيا إلى اتفاق مع تركيا لإزالة قوات سوريا الديمقراطية من عين عيسى. في المقابل، تسعى دمشق لخطة لطرد المعارضة وإنهاء الوجود العسكري التركي من محافظة إدلب.